# Gacek szary
Gacek szary (Plecotus austriacus) – gatunek ssaka z podrodziny mroczków (Vespertilioninae) w obrębie rodziny mroczkowatych (Vespertilionidae). Wraz z gackiem brunatnym stanowi trudną do rozróżnienia parę gatunków. Do lat sześćdziesiątych XX w. gatunków tych nie rozróżniano, używając polskiej nazwy „gacek wielkouch”.

## Taksonomia
Gatunek po raz pierwszy zgodnie z zasadami nazewnictwa binominalnego opisał w 1829 roku niemiecki przyrodnik Johann Baptist Fischer jako podgatunek Vespertilio auritus i nadając mu nazwę Vespertilio auritus Austriacus. Holotyp pochodził z Wiednia, w Austrii.
Autorzy Illustrated Checklist of the Mammals of the World uznają ten gatunek za monotypowy. 

### Etymologia
- Plecotus: gr. πλεκω plekō „owijać, skręcać”; ους ous, ωτος ōtos „ucho”[11].
- austriacus: nowołac. Austriacus „austriacki, z Austrii”, od staroniem. Ostarrîchi, od średniowiecznołac. Marchia orientalis[12].

## Zasięg występowania
Gacek szary występuje w południowej części Wielkiej Brytanii, zachodniej Francji i na Półwyspie Iberyjskim na wschód przez środkową Europę i skrajnie południową część Szwecji do zachodniej Ukrainy i Półwyspu Bałkańskiego; występuje także na głównych zachodnich wyspach Morza Śródziemnego (Baleary, Korsyka, Sardynia, Sycylia i Malta) oraz na Maderze.

## Morfologia
Długość ciała (bez ogona) 41–58 mm, długość ogona 37–55 mm, długość ucha 31–41 mm, długość przedramienia 36,5–43,5 mm; masa ciała 6–10 g.  Jego umaszczenie jest ciemnoszare na plecach i górnej części błony lotnej, brzuch natomiast jest jasnoszary. Wzór zębowy: I {\displaystyle {\tfrac {2}{3}}} C {\displaystyle {\tfrac {1}{1}}} P {\displaystyle {\tfrac {2}{3}}} M {\displaystyle {\tfrac {3}{3}}} = 36.

## Ekologia
PokarmOwadożerny
Warunki bytuNietoperz ściśle związany z człowiekiem, latem kryje się niemal wyłącznie w budynkach (tylko wyjątkowo znajdowano go w skrzynkach lęgowych). Zimuje głównie w małych piwnicach przydomowych, sporadycznie w fortyfikacjach i jaskiniach.

## Ochrona
W Polsce jest objęty ścisłą ochroną gatunkową oraz wymagający ochrony czynnej, dodatkowo obowiązuje zakaz fotografowania, filmowania lub obserwacji, mogących powodować płoszenie lub niepokojenie.